# Camplong
 Camplong  es una población y comuna francesa, situada en la región de Occitania, departamento de Hérault, en el distrito de Béziers y cantón de Clermont-l'Hérault.

## Historia
En 1844 esta comuna y la comuna de Lunas cedieron terrenos para la creación de la comuna de Le Bousquet-d'Orb.

## Demografía
| 514 | 348 | 305 | 251 | 241 | 187 | 238 |
| Para los censos de 1962 a 1999 la población legal corresponde a la población sin duplicidades (Fuente: INSEE [Consultar]) |     |     |     |     |     |     |